# Buysmania oxymoroides
Buysmania oxymoroides är en stekelart som först beskrevs av Johan George Betrem 1941.  Buysmania oxymoroides ingår i släktet Buysmania och familjen brokparasitsteklar. Inga underarter finns listade.